# Lovers in Prague
Lovers in Prague (hangul: 프라하의 연인) é uma série de televisão sul-coreana dramática de 2005 estrelada por Jeon Do-yeon, Kim Joo-hyuk, Kim Min-jun e Yoon Se-ah. Foi ao ar na SBS de 24 de setembro a 20 de novembro de 2005 aos sábados e domingos às 21h45, totalizando 18 episódios.
É a segunda de três séries de TV da trilogia Lovers, da roteirista Kim Eun-sook e do diretor Shin Woo-chul. Ela foi precedida por Lovers in Paris (2004), e o terceiro, intitulado simplesmente Lovers (2006), não se passava na Europa como os dois primeiros.

## Sinopse
A filha do presidente, Yoon Jae-hee (Jeon Do-yeon) é uma diplomata coreana que trabalha em Praga, na República Tcheca. Ela se recuperou recentemente de um término avassalador ocorrido cinco anos antes com Ji Young-woo (Kim Min-jun), filho de um importante empresário coreano. Choi Sang-hyun (Kim Joo-hyuk) é um detetive que vai a Praga em busca de Hye-joo (Yoon Se-ah), sua ex-namorada. Hye-joo terminou com Sang-hyun através de uma ligação telefônica de Praga e Sang-hyun não consegue aceitar isso.
Sang-hyun conhece Jae-hee em Praga e há muitos mal-entendidos. Eventualmente, os dois se ajudam e se tornam amigos. Quando eles retornam para a Coreia do Sul, o amor floresce entre os dois, mas seus respectivos ex-namorados, bem como seus diferentes status sociais colocam isso à prova.

## Elenco
- Jeon Do-yeon como Yoon Jae-hee

A filha do presidente e de uma diplomata em exercício. Ela é honesta e entusiasmada com sua profissão. Depois de passar no Exame de Serviço Civil para Relações Exteriores, ela foi enviada a Praga para sua primeira missão diplomática, onde conheceu Young-woo e se apaixonou por ele.
- Kim Joo-hyuk como Choi Sang-hyun[3]

Um detetive. Ele decidiu se tornar um policial porque nenhum policial conseguiu ajudá-lo a resolver um caso de atropelamento que matou seus pais. Embora temperamental e impetuoso, ele é bondoso. Ele conhece Hye-joo quando é enviado para resolver um caso de roubo e se apaixona por ela; e ajuda a financiar seus estudos em Praga. Depois que Hye-joo termina com ele, ele vai para Praga para procurá-la e lá, ele conhece Jae-hee.
- Kim Min-jun como Ji Young-woo

Um promotor público e filho do presidente de um grande conglomerado, que cresceu sem o amor da família. Não querendo ficar na sombra do pai, ele se formou em direito e passou no exame judicial. Depois de ficar muito tempo na mídia, ele fez uma viagem como mochileiro a Praga para evitar tudo. Ele conheceu Jae-hee lá e se apaixonou por ela. No entanto, ele foi separado dela após a intervenção do pai. Quando ela a reencontra, ela já se apaixonou por Sang-hyun.
- Yoon Se-ah como Kang Hye-joo

Uma mulher órfã que parece frágil, mas possui personalidade forte. Ela se torna professora de um jardim de infância depois de se formar numa faculdade comunitária. Um dia, ela conhece Sang-hyun e se apaixona por ele. Ela vai para Praga para continuar seus estudos com a ajuda de Sang-hyun, mas infelizmente engravida. Sua intenção de ascender profissionalmente com escolhas erradas fez com que ela terminasse com Sang-hyun. Depois de perceber seus erros, ela quer se reconciliar com ele.
- Lee Jung-gil como Yoon Jung-han, pai de Jae-hee, o Presidente da República da Coreia
- Jang Keun-suk como Yoon Gun-hee, irmão mais novo de Jae-hee
- Jung Dong-hwan como Ji Kyung-hwan, pai de Young-woo, presidente do Grupo Taesung
- Ha Jung-woo como Ahn Dong-nam, guarda-costas de Jae-hee
- Yoon Young-joon como Suh Yoon-kyu, amigo e colego de trabalho de Jae-hee
- Kim Seung-wook como Hwang Dal-ho, parceiro de Sang-hyun
- Kim Na-woon como Shin Kwang-ja, tia de Sang-hyun
- Andy Lee como Ji Seung-woo, meio-irmão mais novo de Young-woo
- Kwak Ji-min como Jung Yeon-soo, uma estudante do ensino médio
- Park Jae-min como Sra. Young
- Won Duk-hyun como um estudante
- Shim Eun-kyung como uma estudante
- Hahm Eun-jung como uma estudante

## Recepção
Os números de audiência do drama tiveram uma média de 26–27% (31% no pico), em parte devido ao retorno de Jeon à televisão após um hiato de três anos. No SBS Drama Awards de 2005, Jeon Do-yeon recebeu o maior prêmio da cerimônia, o Daesang ("grande prêmio"), e Kim Joo-hyuk ganhou o prêmio de Alta Excelência. Kim também ganhou o prêmio na categoria Melhor Ator de TV no 42º Baeksang Arts Awards.

## Audiência
Na tabela abaixo, os números azuis representam a audiência mais baixa e os números vermelhos representam a audiência mais alta.
| Data       | Episódio | TNS Media Korea | TNS Media Korea |
| Data       | Episódio | Nacional        | Seul            |
| ---------- | -------- | --------------- | --------------- |
| 2005-09-24 | 1        | 20.7%           | 22.6%           |
| 2005-09-25 | 2        | 20.2%           | 22.2%           |
| 2005-10-01 | 3        | 20.8%           | 22.1%           |
| 2005-10-02 | 4        | 22.2%           | 22.3%           |
| 2005-10-08 | 5        | 25.6%           | 27.7%           |
| 2005-10-09 | 6        | 27.8%           | 30.4%           |
| 2005-10-15 | 7        | 27.9%           | 29.3%           |
| 2005-10-16 | 8        | 28.5%           | 30.3%           |
| 2005-10-22 | 9        | 27.1%           | 28.3%           |
| 2005-10-23 | 10       | 29.2%           | 31.0%           |
| 2005-10-29 | 11       | 27.7%           | 28.7%           |
| 2005-10-30 | 12       | 30.2%           | 31.3%           |
| 2005-11-05 | 13       | 27.5%           | 28.3%           |
| 2005-11-06 | 14       | 26.8%           | 27.6%           |
| 2005-11-12 | 15       | 28.8%           | 31.7%           |
| 2005-11-13 | 16       | 27.7%           | 28.9%           |
| 2005-11-19 | 17       | 26.3%           | 27.9%           |
| 2005-11-20 | 18       | 31.0%           | 32.6%           |
| Média      | Média    | 26.1%           | 27.9%           |

### Prêmios e indicações
| Ano  | Cerimônia                | Categoria                                                    | Destinatário | Resultado | Ref.        |
| ---- | ------------------------ | ------------------------------------------------------------ | ------------ | --------- | ----------- |
| 2005 | SBS Drama Awards         | Grande Prêmio (Daesang)                                      | Jeon Do-yeon | Venceu    | [ 4 ]       |
| 2005 | SBS Drama Awards         | Prêmio de Alta Excelência, Ator                              | Kim Joo-hyuk | Venceu    | [ 4 ]       |
| 2005 | SBS Drama Awards         | Prêmio de Alta Excelência, Atriz                             | Jeon Do-yeon | Indicado  |             |
| 2005 | SBS Drama Awards         | Prêmio de Excelência, Ator em Drama de Planejamento Especial | Kim Joo-hyuk | Indicado  |             |
| 2005 | SBS Drama Awards         | As 10 Melhores Estrelas                                      | Jeon Do-yeon | Venceu    | [ 4 ] [ 5 ] |
| 2005 | SBS Drama Awards         | As 10 Melhores Estrelas                                      | Kim Joo-hyuk | Venceu    | [ 4 ] [ 5 ] |
| 2005 | SBS Drama Awards         | Prêmio Nova Estrela                                          | Yoon Se-ah   | Venceu    | [ 4 ] [ 5 ] |
| 2006 | 42º Baeksang Arts Awards | Melhor Ator (TV)                                             | Kim Joo-hyuk | Venceu    | [ 6 ]       |